# Limbach Flugmotoren
Limbach Flugmotoren (Limbach letalski motorji) je nemški proizvajalec batnih letalskih motorjev. Podjetje je poimenovano po Petru Limbachu, ki je v 1970ih razširili očetovo popravljalno delavnico.  Limbach proizvaja motorje z močjo od 20 do 160 konjskih sil. Uporabljajajo se za pogon lahkih letal in drugih lahkih zrakoplovov. Do maja 2006 je Limbach proizvedel več kot 6000 motorjev.

## Motorji

### Štiritaktni
- Limbach L 1700 - 59 do 67 KM
- Limbach L 2000 - 75 do 80 KM
- Limbach L 2400 - 93 do 130 KM
- Limbach L 2400 DTX - 158 KM, Turbo

### Dvotaktnni
- Limbach L 275E - 20 KM
- Limbach L 550E - 50 KM

## Uporaba
- Aeromot AMT-100 Ximango
- AV Leichtflugzeuge Vagabund
- Grob G 109
- Hoffmann HK 36 Super Dimona
- ICA IS-28
- JPM 01 Médoc
- Lucas L-6A
- Scheibe SF 36A (EA)
- Tri-R KIS TR-1
- Weller UW-9 Sprint
- Whisper Aircraft Whisper
- Scheibe SF 25
- Hinz BLT-ARA
- Hoffmann H-40
- Stemme S10
- Valentin Taifun